# Biotest
Die Biotest Aktiengesellschaft mit Sitz in Dreieich ist ein börsennotierter Anbieter von Arzneimitteln, die aus menschlichem Blutplasma gewonnen werden, sowie dazugehörenden Gerätschaften. Das Unternehmen hat sich auf die Anwendungsgebiete der Klinischen Immunologie, Hämatologie sowie der Intensiv- und Notfallmedizin spezialisiert. Biotest deckt von der vorklinischen und klinischen Entwicklung über die Produktion bis zur weltweiten Vermarktung alle wesentlichen Elemente der Wertschöpfungskette ab. Unter anderem arbeitet es an der Entwicklung monoklonaler Antikörper. Biotest beschäftigt über 2.500 Mitarbeiter (Stand April 2025).

## Geschichte
Das Unternehmen wurde 1946 als Biotest Serum-Institut GmbH in Frankfurt von Carl Adolf Schleussner und seinem Sohn Hans Schleussner gegründet. Basierend auf den Erkenntnissen von Karl Landsteiner lag der Forschungsschwerpunkt in erster Linie im Bereich der Blutgruppenserologie. Das erste Produkt war das Testserum Anti-D (zur Bestimmung des Rhesusfaktors). Bluttransfusionen mit inkompatiblem Blut konnten nun vermieden werden. Produkte für den therapeutischen Bereich kamen ab dem Jahr 1949 hinzu. Als erstes wurde das Plasmaproteinpräparat „Biseko“ auf den Markt gebracht, das bis heute vermarktet wird. 1986 kam es zur Umwandlung der Biotest Serum-Institut GmbH in die Biotest AG. 1987 ging der Konzern mit seinen Stamm- und Vorzugsaktien an die Frankfurter Wertpapierbörse. Von 2007 bis September 2018 waren die Vorzugsaktien im Auswahlindex SDAX der Deutschen Börse enthalten. Die Aktien des Unternehmens sind im Prime Standard der Deutschen Börse gelistet. Die Mehrheit der Stammaktien liegt bei der Ogel GmbH, die von der Familie Schleussner kontrolliert wird.
Biotest hat den strategischen Fokus darauf gelegt, sich auf das Kerngeschäft mit Plasmaproteinen und Biotherapeutika zu konzentrieren und hier die Position durch Internationalisierung sowie Forschung und Entwicklung auszubauen.
Im Januar 2010 veräußerte Biotest das Geschäft mit Reagenzien und Geräten (etwa dem von Biotest entwickelten Bluttransfusionsgerät Ivautrans 40) zur Transfusions- und Transplantationsdiagnostik an die ebenfalls in Dreieich ansässige Bio-Rad Laboratories, Inc. Im März 2011 vereinbarte das Unternehmen den Verkauf des Segments Mikrobiologisches Monitoring an die Merck KGaA aus Darmstadt, welcher im August 2011 wirksam wurde. Ende des Jahres 2012 erhielt Biotest die Zulassung für das erste Immunglobulinpärapat (Bivigam (R)) für den amerikanischen Markt. Zu Beginn des Jahres 2013 wurde dieses in den Markt eingeführt. Im Jahr 2013 wurde mit der Merz Pharma GmbH & Co. KGaA, Frankfurt, ein Vertriebsabkommen für den russischen Markt getroffen sowie für das Griechenlandgeschäft mit Vianex s. a. Zur Finanzierung des Produktionskapazitätenverdopplungs-Projektes Biotest Next Level am Standort in Dreieich wurde im Juni 2013 eine Kapitalerhöhung durchgeführt mit einem Emissionsvolumen von 76 Mio. € und der Platzierung neuer Vorzugsaktien im Markt. Im Herbst 2013 wurde darüber hinaus ein Schuldscheindarlehen von über 210 Mio. € platziert. Ebenso wurde im Jahr 2013 eine klinische Phase III Studie gestartet mit Civacir (R), einem Präparat zur Reinfektionsprophylaxe gegen Hepatitis C nach Lebertransplantation. Im Jahr 2014 wurde eine klinische Studie mit dem monoklonalen Antikörper Indatuximab Ravtansine (BT-062) zur Behandlung von Patienten mit soliden Tumore gestartet.
Die Bauarbeiten zum Kapazitätsausbau in Dreieich, die der Kapazitätsverdopplung und Portfolioerweiterung dienen, begannen im Jahr 2014. Insgesamt plant Biotest, bis 2020/21 rund 300 Millionen Euro am Standort Dreieich zu investieren und 300 neue Arbeitsplätze zu schaffen. Mit dem Investitionsprogramm „Biotest Next Level“ wird Biotest die gesamte Produktionskapazität der Biotestgruppe mehr als verdoppeln.
Schwerpunkt der Forschungs- und Entwicklungsprojekte sind Plasmaproteine. Biotest verfolgt zudem aktiv Möglichkeiten, im Bereich der monoklonalen Antikörper Produkte gemeinsam mit Partnern zu entwickeln.
Im Januar 2018 wurde Biotest vom chinesischen Investor Creat Group bei einem Firmenwert von 1,3 Milliarden Euro inklusive Schulden übernommen. Um die staatlichen Genehmigungen zu erhalten, verkaufte Biotest seine US-amerikanischen Geschäfte an den spanischen Pharmakonzern Grifols. Im Frühjahr 2021 stellte Creat Biotest zum Verkauf. Im September 2021 zeichnete sich ab, dass das Unternehmen an Grifols verkauft wird. Im November 2021 empfahlen Vorstand und Aufsichtsrat die Annahme des Übernahmeangebots von Grifols.

## Blutplasmaskandal Anfang der 1990er Jahre
Durch Verabreichung von HIV-infiziertem Blutgerinnungsmittel PPSB (ein Gemisch von Blutplasma) der Firma Biotest wurden seit 1990 elf Patienten infiziert.
Seit Mitte der 1960er Jahre lag PPSB, das aus dem Plasma von Blutspendern gefiltert wird, in jeder Krankenhausapotheke auf Abruf bereit.
Bis Mitte der 1980er Jahre war das vielbenutzte Mittel nicht AIDS-sicher.
Elf Patienten, zumeist Bluter, sowie ein 16-jähriges Mädchen, das nach einem Verkehrsunfall operiert worden war, und der Empfänger einer Spenderleber, wurden zwischen November 1989 und April 1990 über das Gerinnungsmittel PPSB des Pharmaherstellers Biotest mit HIV infiziert. Ende April 1990 nahm die Firma ihr Gerinnungsfaktorenpräparat weltweit vom Markt und kam damit einem Vertriebsstopp durch das BGA zuvor.
Im gepoolten Plasma, aus dem Biotest das PPSB gewonnen hatte, war das Blut von sechs US-Spendern enthalten, bei denen sich erst im Zuge von Nachuntersuchungen herausstellte, dass sie HIV-positiv waren.
Die Verarbeitung des infizierten Ausgangsmaterials war zu dieser Zeit, im damaligen Standort in Frankfurt, bereits angelaufen. Sie wurde auch nach der Alarmmeldung aus den USA nicht gestoppt.
Biotest vertraute auf die Wirksamkeit seiner Kaltsterilisation, eine damals wohl „gängige Praxis“, laut Medienberichten.
Die gerichtliche Aufarbeitung zog sich über Jahre hin und wurde auch im ZDF-Film Blutgeld behandelt.

## Produkte und Märkte
Biotest fokussiert sich auf die Geschäftsbereiche Therapie, Plasma & Services und Andere Segmente. Das neue Segment Therapie beinhaltet das Geschäft mit Plasmaproteinen und monoklonalen Antikörpern, aufgeteilt auf drei Indikationsgebiete: Hämatologie, klinische Immunologie und Intensivmedizin. Der Bereich Plasma & Services umfasst den Plasmaverkauf und die Lohnherstellung. In Andere Segmente sind das Geschäft mit Handelswaren und die Kosten, die nicht den Geschäftsbereichen Therapie oder Plasma & Services zugeordnet werden können, zusammengefasst.

## SegmentTherapie
Hierunter fallen die strategischen Therapiegebiete Hämatologie, Klinische Immunologie und Intensivmedizin. Diese drei Therapiegebiete umfassen Plasmaproteine und monoklonale Antikörper.

### Plasmaproteine
Plasmaproteine werden aus menschlichem Blutplasma gewonnen (Plasmafraktionierung). Die Produktionsstätten liegen in Europa. Das bei Biotest verarbeitete Plasma stammt zum Großteil aus Plasmapherese. Biotest betreibt rund 20 eigene Sammelstationen in Europa.
Die Plasmaproteine können in die Hauptgruppen Immunglobuline, Gerinnungsfaktoren und Albumine unterteilt werden. Immunglobuline kommen bei angeborenen oder erworbenen Erkrankungen des Immunsystems sowie bei schwerwiegenden Infektionen zum Einsatz, Gerinnungsfaktoren bei Blutgerinnungsstörungen (Hämophilie A und B), Albumine in der Notfallmedizin, beispielsweise zur Stabilisierung des Blutkreislaufs bei Verbrennungen und schweren Verletzungen.
Eine besondere Kompetenz hat das Unternehmen bei Hyperimmunglobulinen, die in der Prophylaxe und der Therapie von spezifischen Infektionserkrankungen zum Einsatz kommen, wie zum Beispiel in der Immunprophylaxe von Hepatitis B. Neben Immunglobulinen (polyspezifische IVIG-Präparate) zählen Albumin und Faktor VIII-Präparate zu den wichtigsten Produktgruppen von Biotest.
Kernmärkte sind Deutschland sowie die weiteren Mitgliedstaaten der Europäischen Union. Darüber hinaus ist das Unternehmen in asiatischen Märkten.

### Monoklonale Antikörper
Monoklonale Antikörper sind biotechnologisch erzeugte Präparate. Biotest entwickelt derzeit zwei monoklonale Antikörper.
1. Monoklonaler Antikörper Indatuximab Ravtansine (BT-062) für die Behandlung des Multiplen Myelom sowie andere solide Tumorerkrankungen wie triple-negativer Brustkrebs und metastasierender Blasenkrebs. BT-062 ist ein rekombinanter, chimärisierter, toxingekoppelter therapeutischer monoklonaler Antikörper, der an ein Zielmolekül auf der Oberfläche von Zellen des Multiplen Myeloms bindet und diese anschließend zerstört.
2. Monoklonaler Antikörper BT-063 für die Behandlung des Systemischen Lupus erythematodes und anderer Autoimmunkrankheiten. BT-063 ist ein rekombinanter, humanisierter, therapeutischer monoklonaler Antikörper, der spezifisch an einen Immunbotenstoff bindet und diesen dadurch neutralisiert.

## Produktion und Standorte
Das für Biotest erforderliche Blutplasma wird mittels Plasmapherese in zahlreichen eigenen Sammelstationen in Europa gewonnen sowie von ausgewählten Lieferanten bezogen.
Die Herstellung (Fraktionierung) der Plasmaproteine erfolgt im Hauptwerk in Dreieich.

## Gesellschaftliches Engagement
Nach eigenen Angaben bestehen für im Unternehmen durchgeführte Bachelor-, Master- und Doktorarbeiten Kooperationen mit Universitäten und Hochschulen in Deutschland (beispielsweise in Frankfurt, Darmstadt, Mainz, Gießen und Wismar). Ferner gibt Biotest an, durch Spenden wissenschaftliche Aktivitäten in der studentischen Ausbildung beispielsweise die Frankfurter Pharmazieschule e. V. und verschiedene Patientenorganisationen zu unterstützen.
Darüber hinaus legt Biotest Wert auf die Ausbildung des eigenen Nachwuchspersonals und die Vereinbarkeit von Familie und Beruf. Im Oktober 2014 erhielt Biotest das „Zertifikat für Nachwuchsförderung“ der Agentur für Arbeit für das vorbildliche Engagement in der Ausbildung. Im Sommer 2015 wurde die unternehmenseigene Kindertagesstätte am Standort Dreieich für bis zu 80 Kinder eröffnet.

## Management

### Vorstand
- Peter Janssen, Vorsitzender des Vorstands[21]

### Aufsichtsrat
- Bernhard Ehmer, Heidelberg, Aufsichtsratsvorsitzender[22]
- Raimon Grifols Roura, Barcelona, Spanien, Vertreter der Anteilseigner
- David Bell, USA, Vertreter der Anteilseigner
- Gernot Hebestreit, Düsseldorf, Vertreter der Anteilseigner
- Jürgen Heilmann, Dreieich, Vertreter der Arbeitnehmer
- Dirk Schuck, Rüsselsheim, Vertreter der Arbeitnehmer

## Börse
Das Unternehmen wurde im Jahr 1986 in eine Aktiengesellschaft umgewandelt; seit 1987 werden die Aktien (Stamm- und Vorzugsaktien) an der Börse im Prime Standard der Deutschen Börse gehandelt. Von Juni 1999 bis März 2003 sowie von Dezember 2007 bis September 2018 waren die Vorzugsaktien im Auswahlindex SDAX enthalten.